# ويلفريد بلنت
ويلفريد سكوين بلنت (بالإنجليزية: Wilfrid Scawen Blunt)‏ (1840 - 1922 م) هو شاعر ومستشرق إنكليزي.

## ترجمته
رحل في بلاد الشرق والهند ودافع عنها ضد الاحتلال الإنكليزي. ولد كاثوليكياً، ولكنه مال إلى الإسلام، وإن لم يعتنق ديناً بعينه.

## آثاره
من آثاره:
- مستقبل الإسلام (لندن، 1882 م).
- خواطر عن الهند (1885 م).
- التاريخ السرى لاحتلال إنجلترا مصر (1907 م، وقد نقله عبد القادر حمزة إلى العربية).
- غوردون في الخرطوم (1911 م).[2]

## روابط خارجية
- ويلفريد بلنت على موقع الموسوعة البريطانية (الإنجليزية)
- ويلفريد بلنت على موقع ميوزك برينز (الإنجليزية)